# Trévou-Tréguignec
Trévou-Tréguignec (bretonisch An Trevoù) ist eine französische Gemeinde mit 1581 Einwohnern (Stand 1. Januar 2022) im Département Côtes-d’Armor in der Region Bretagne.

## Geografie
Trévou-Tréguignec liegt an der Küste des Ärmelkanals und ist Teil der Côte de Granit Rose. Die Gemeinde grenzt an Penvénan im Osten, an Camlez im Süden und an Trélévern im Westen. Die nächstgelegenen größeren Städte sind Perros-Guirec und Lannion. Trévou-Tréguignec besitzt mit dem einen Kilometer breiten Sandstrand an der Baie de Trestel (Bucht von Trestel) einen wichtigen Anziehungspunkt für Touristen. Die Ortschaft Trévou liegt westlich dieser Bucht und die Ortschaft Tréguignec östlich davon.

## Geschichte
1671 schlossen sich die Orte Trévou und Tréguignec zusammen. Seit 1790 bilden sie eine selbstständige Gemeinde.

## Sehenswürdigkeiten
- Kirche Saint Samson aus dem Jahr 1848 (nach Blitzeinschlag 1914 renoviert)
- Kapelle Saint Guénolé, Saint Guénolé-Brunnen
- Manoir de Balloré, Herrenhaus aus dem 15. Jahrhundert
- Château de Boisriou, Schloss aus dem 17. Jahrhundert
- Schlosskapelle Saint Marc aus dem 16. Jahrhundert
- Galeriegrab von Le Coat Mez[4]

## Demografie

### Bevölkerungsentwicklung
| Jahr      | 1962 | 1968 | 1975 | 1982 | 1990 | 1999 | 2007 | 2016 |
| Einwohner | 1154 | 1059 | 1218 | 1266 | 1210 | 1144 | 1419 | 1339 |

### Altersstruktur
18 Prozent der Bevölkerung sind 19 Jahre alt oder jünger. 15 Prozent der Bevölkerung sind 75 Jahre alt oder älter.